# Vesperus conicicollis
Vesperus conicicollis é uma espécie de coleóptero da tribo Vesperini (Vesperinae).
A autoridade científica da espécie é Fairmaire & Coquerel, tendo sido descrita no ano de 1866.
Trata-se de uma espécie presente no território português.

## Sistemática
- Ordem Coleoptera
  - Subordem Polyphaga
    - Infraordem Cucujiformia
      - Superfamília Chrysomeloidea
        - Família Vesperidae
          - Subfamília Vesperinae
            - Tribo Vesperini
              - Gênero Vesperus
                - Vesperus conicicollis Fairmaire & Coquerel, 1866
                  - Vesperus conicicollis conicicollis Fairmaire & Coquerel, 1866
                  - Vesperus conicicollis hispalensis La Fuente, 1901
                  - Vesperus conicicollis macropterus Sama, 1999